# I giorni cantati
I giorni cantati è un film del 1979 diretto da Paolo Pietrangeli.

## Trama
Marco, un cantautore molto famoso ai tempi del '68, in seguito ad un incidente sfiorato in autostrada sale sul tettuccio della sua automobile cominciando a cantare i primi tre numeri. Andato invano il tentato suicidio, cerca di riprendere in mano la propria vita stando a contatto con gli altri colleghi cantautori e con il contesto politico del suo tempo. Deluso da ciò che ha ritrovato decide di lasciare tutto per unirsi ad un gruppo di giovani che occupano l'appartamento a fianco al suo: Guglielmo, Luca e Costanza. In loro compagnia riesce a trovare la sua vena compositiva, accorgendosi che la sua vita è nel mezzo tra l'astrazione completa dalle cose ed il bisogno di esse. Angela, la moglie, dopo una lunga attesa decide di continuare a vivere fingendo che Marco sia tornato. Isolato dai tre ragazzi dopo una notte di sesso, Marco decide di fare ritorno, ma il suo mondo e sua moglie hanno ormai deciso di abbandonarlo. Nell'ultima sequenza vediamo il seguito della prima scena, con Marco che, sempre accompagnandosi con la chitarra sul tetto dell'automobile, continua la sua enumerazione cantata davanti ad una fila di auto bloccate. Facendoci comprendere che ciò che abbiamo visto era tutto frutto della mente di Marco.

## Curiosità
Si segnala una breve interpretazione di Roberto Benigni nel ruolo di un professore, collega della moglie di Marco, con cui condivide la frustrazione nei confronti del proprio lavoro e del comportamento degli studenti.
Nei titoli di coda, la produzione ringrazia, tra gli altri, il Folk Studio di Roma, noto locale dell'epoca, tempio della musica popolare e della canzone politica.

## Colonna sonora parziale
- O Gorizia tu sia maledetta - I Gufi
- Canzone di notte n. 2 - Francesco Guccini
- Contessa - Paolo Pietrangeli
- Che ci vuo' fa' Nannì - Anonimo
- Incontro - Francesco Guccini
- Sent un po' Giuan, te se recordet - Ivan Della Mea
- Eskimo - Francesco Guccini
- I sopravvissuti (titolo non verificato) - Giovanna Marini
- Ragazzo gentile - Giovanna Marini
- Karlmarxstrasse o "la lallera" - Paolo Pietrangeli
- Era sui quarant'anni - Paolo Pietrangeli
- Una parola (titolo non verificato) - Paolo Pietrangeli